# CRAIC CR929
Il CRAIC CR929 (precedentemente noto come Comac C929), è una famiglia di aerei di linea a bimotore da 250 a 320 posti a sedere, progettata dal consorzio tra la cinese Comac e la russa United Aircraft Corporation (UAC) per sfidare il duopolio di Airbus e Boeing.

## Storia del progetto

### Contesto
Nel giugno 2011, Comac studiò dei velivoli da 290 posti (C929) e da 390 posti (C939). Nel giugno 2012, dopo aver effettuato delle valutazioni di mercato, Russia e Cina decisero di creare una joint venture tra UAC e Comac per sviluppare un successore dell'Ilyushin Il-96. Lo sviluppo del progetto sarebbe dovuto durare almeno sette anni e costare tra i 7 e i 12 miliardi di dollari attraverso le conoscenze russe e le risorse finanziarie cinesi. Nel maggio 2014, si raggiunse un memorandum d'intesa tramite uno studio di fattibilità effettuato dall'UAC, la quale stimò che la domanda di aeromobili in tutto il mondo nel 2033 sarebbe stata di 8000 aerei, di cui 1000 solamente in Cina. Nel novembre dello stesso anno, Uac suggerì un velivolo con un raggio di 12000 km (6500 nmi) mentre Comac propose un aereo con un raggio di 7400 km (4000 nmi) con capacità iniziale progettata per 250-280 posti. Nel febbraio 2015 iniziò il progetto preliminare con l'avvio del programma previsto nel 2016, della durata di nove anni e dal costo di 13 miliardi di dollari. Nel progetto venne stabilito che Comac avrebbe dovuto progettare e costruire la fusoliera mentre l'UAC le ali. Nel giugno 2015 il consorzio ipotizzó che l'aeromobile avrebbe effettuato il primo volo nel 2021 e le prime consegne sarebbero avvenute nel 2024. La cellula sarebbe stata composta per il 50% da materiale composito e per il 15% da titanio; inoltre venne annunciato che sarebbe stata creata una versione del velivolo più efficiente dal punto di vista del consumo di carburante rispetto all'Ilyushin IL-96-400M. Nel giugno 2016 venne firmato un accordo per costituire una joint venture al 50-50 e nel novembre dello stesso anno, presso lo Zhuhai Airshow, Comac e UAC cercarono alcune collaborazioni internazionali tra cui la Honeywell e la United Technologies. Le due aziende stimarono lo sviluppo del CR929 in dieci anni, pianificando la prima consegna nel 2027.

### CRAIC joint venture
La joint venture venne lanciata ufficialmente il 22 maggio 2017 a Shanghai, con l'obiettivo di effettuare il volo inaugurale e la prima consegna entro il 2025-2028. L'azienda mira a prendere il 10% del mercato degli aerei a lungo raggio, dominato da Boeing ed Airbus entro il 2035 con un velivolo del 10-15% più economico da gestire rispetto alla concorrenza. CRAIC svilupperà l'aereo a Shanghai e controllerà lo sviluppo tecnologico, la produzione, il marketing, le vendite, i servizi alla clientela e la gestione del programma. La fusoliera sarà in alluminio mentre l'investimento totale sarà di 13-20 miliardi di dollari. UAC e Comac prevedono una richiesta di 7000 wide-body tra il 2023 e il 2045, ad un costo medio di 214 milioni di dollari e un costo totale di 1,5 trilioni di dollari. 

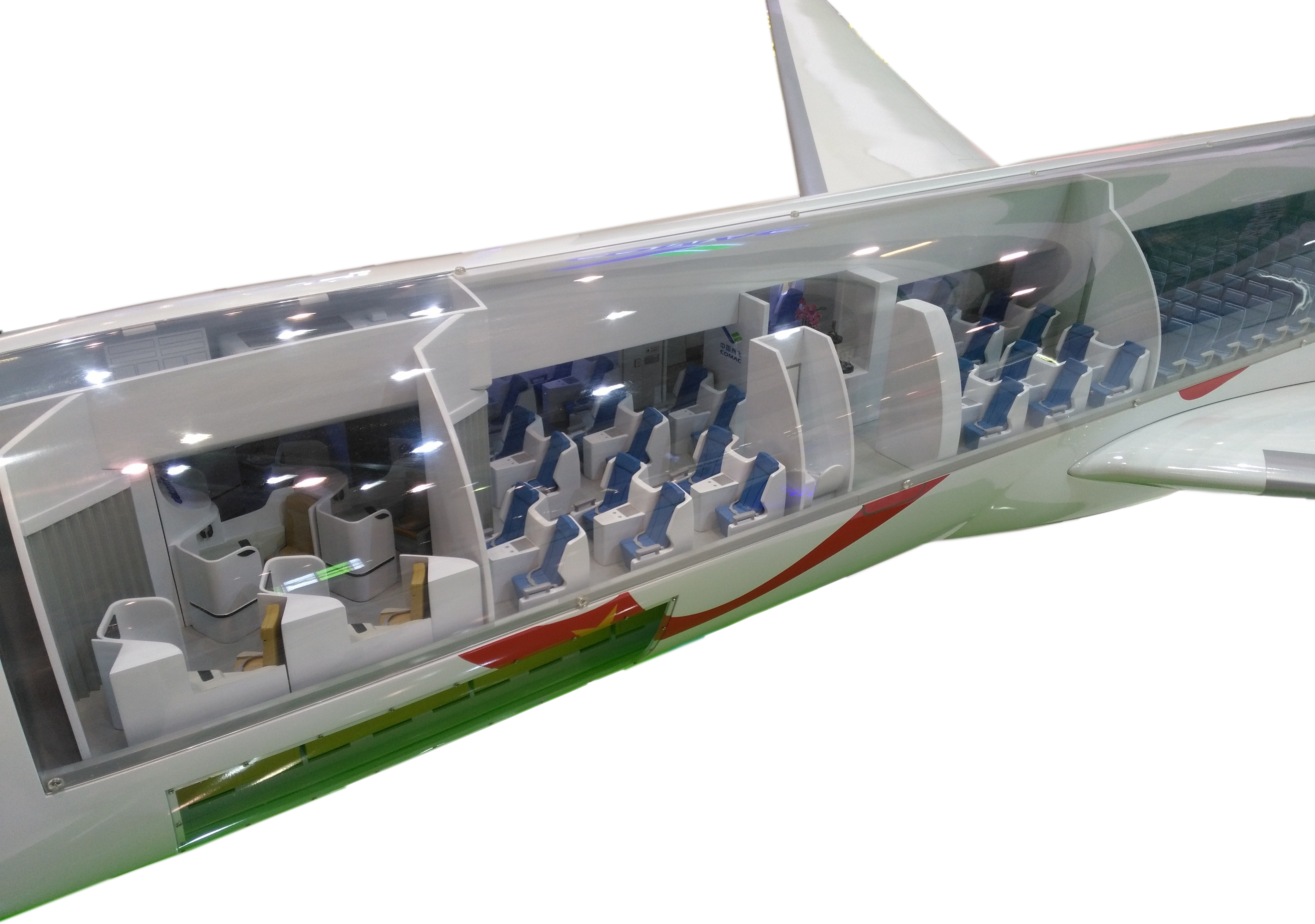
Sedili : 1-2-1 in First, 2-2-2 in Business e 3-3-3 in Economy

 La capacità dovrebbe essere di 280 passeggeri con un'autonomia di 12000 km, paragonabile all'Airbus A330-900 mentre la progettazione dovrebbe essere fatta a Mosca con la supervisione della filiale di Shanghai, impiegando circa 100 ingegneri di entrambi i paesi. Comac si occuperà delle sezioni della fusoliera, degli stabilizzatori orizzontali e verticali, delle carenature delle ali, del cono anteriore e del carrello di atterraggio; UAC invece svilupperà l'ala composita, i sistemi di flap delle ali, i piloni del motore e il carrello principale. Nel settembre 2017 il progetto del CR929 (CR sta per Cina-Russia) è stato approvato e nel 2018 è iniziata la progettazione preliminare con la conclusione prevista nel 2021. Il primo volo dovrebbe essere nel 2023 e l'introduzione nel 2025 mentre la motorizzazione sarà inizialmente fornita da un produttore occidentale, in attesa che la russa United Engine Corporation e la cinese AECC ne producano una in loco. I test dovrebbero iniziare nel 2022 mentre la certificazione di volo dovrebbe essere effettuata nel 2027.

### Progettazione e sviluppo
Il 31 luglio 2018, fu emessa una richiesta per la fornitura dei carrelli d'atterraggio a produttori internazionali come la franco-tedesca Liebherr (la quale produce il carrello d'atterraggio del C919), la francese Safran Landing Systems (la quale produce il carrello d'atterraggio dell'A330 e dell'A350), la russa Hydromash (la quale produce il carrello d'atterraggio dell'Irkut MC-21) e l'Avic. Il 26 ottobre dello stesso anno, Leonardo confermò la joint venture con Comac e il gruppo cinese Kangde per produrre la sezione centrale della fusoliera a Zhangjiagang per un investimento di 10 miliardi di dollari fino al 2040.

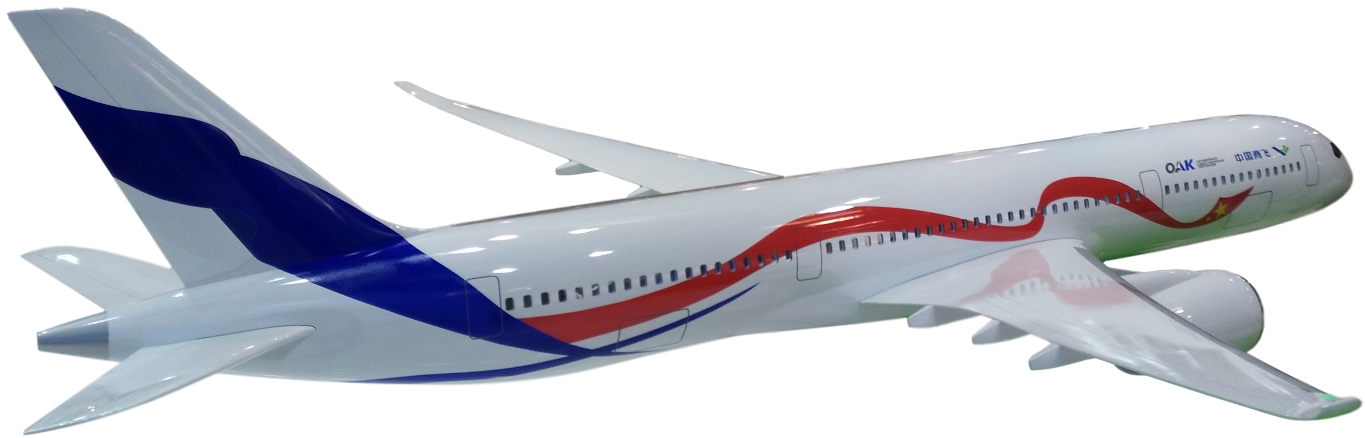
Modello dimostrativo del CR929 nel 2017

Nel novembre 2018, fu svelato allo Zhuhai Airshow un modello di dimensioni reali della cabina di prua; inoltre CRAIC richiese chiarimenti tecnici e d'assistenza ai quattro possibili fornitori dei motori: Rolls-Royce, General Electric, UEC e AECC. Nel dicembre dello stesso anno, Comac produsse il primo prototipo della fusoliera anteriore con una struttura di 15 metri per 6 metri mentre nel dicembre 2019, vennero effettuati i test nella galleria del vento presso l'Istituto centrale di aeroidrodinamica di Mosca, utilizzando un modello in scala 1:39 della fusoliera e dell'ala.
L'aeromobile dovrebbe essere composto per oltre il 50% da componenti comuni al Comac C919 e avere strumentazioni aggiuntive come il controllo ambientale e l'inversione di spinta.

## Tecnica

### Motori
Inizialmente nel maggio 2016, la Rostec (UEC) iniziò lo sviluppo del motore Aviadvigatel PD-35 con l'intenzione di metterlo in produzione nel 2025 mentre l'AECC iniziò a lavorare in modo indipendente sul motore CJ-2000. Nel novembre 2017 fu firmato un memorandum d'intesa tra la Rostec e l'AECC per un'analisi ed una ricerca congiunta al fine di produrre una motorizzazione entro il 2022 con la certificazione nel 2027. Tuttavia, nella fase iniziale della commercializzazione del CRAIC CR929, la motorizzazione sarà fornita da Rolls-Royce o General Electric con una potenza da 340 a 390 kN (77 000–88 000 lbf).

## Versioni
CR929-500: versione più corta della famiglia CR929, avrà un'autonomia di 14000 km (7560 nmi) e potrà trasportare fino a 250 passeggeri in tre classi.
CR929-600: versione intermedia, avrà un'autonomia di 12000 km (6480 nmi) e potrà trasportare fino a 280 passeggeri in tre classi.
CR929-700: versione allungata, avrà un'autonomia di 10000 km (5400 nmi) e potrà trasportare fino a 320 passeggeri in tre classi.

## Dati tecnici
| Dati                                    | CR929              |
| --------------------------------------- | ------------------ |
| Codice ICAO                             | TBD                |
| Codice IATA                             | TBD                |
| Equipaggio in cabina di pilotaggio      | 2 piloti           |
| Configurazione posti                    | TBD                |
| Capacità massima passeggeri             | TBD                |
| Lunghezza totale                        | 63,76 m            |
| Diametro cabina                         | 5,61 m             |
| Diametro fusoliera                      | 6,07 m             |
| Larghezza piano orizzontale             | TBD                |
| Apertura alare                          | 63,86 m            |
| Superficie alare                        | TBD                |
| Freccia alare                           | TBD                |
| Altezza fusoliera                       | 6,07 m             |
| Altezza totale                          | 17,9 m             |
| Passo                                   | TBD                |
| Peso operativo a vuoto (OEW)            | TBD                |
| Peso massimo senza carburante (MZFW)    | TBD                |
| Peso massimo durante il rullaggio (MTW) | TBD                |
| Peso massimo al decollo (MTOW)          | 244940 kg          |
| Peso massimo all'atterraggio (MLW)      | TBD                |
| Carico utile massimo                    | TBD                |
| Capacità cargo                          | TBD                |
| Capacità massima carburante             | 103873 kg          |
| Velocità di crociera                    | TBD                |
| Velocità massima                        | 0.85 Mach 908 km/h |
| Autonomia                               | 6480 nmi 12000 km  |
| Quota di tangenza                       | TBD                |
| Motori (x2)                             | TBD                |
| Spinta (x2)                             | 347 kN             |